# Women in Games France
Women in Games France est une association créée en 2017 pour encourager la mixité dans l'industrie du jeu vidéo en France.

## Objectifs et actions
L'association Women in Games France, déclarée le 25 août 2017 à la préfecture de Montpellier, est créée à la suite du constat du faible taux de femmes dans l'industrie française du jeu vidéo, 15% selon l'édition 2016 du baromètre annuel du Syndicat national du jeu vidéo. Elle a pour objectif de doubler en 10 ans le nombre de femmes et de personnes non binaires travaillant dans ce secteur.
Pour cela, elle vise à recenser de manière plus fine la présence des femmes et son évolution dans le secteur du jeu vidéo. Attachée à donner également une plus grande visibilité aux joueuses de jeu vidéo, elle lance en 2018 un incubateur pour les compétitrices d'esport, I-WIG, ciblant les jeux League of Legends, Tom Clancy’s Rainbow Six : Siege et Street Fighter V. Cinq joueuses sont choisies parmi une cinquantaine de candidatures pour la première saison de l'incubateur.
Pour sensibiliser les jeunes et les informer sur la diversité des métiers du jeu vidéo, elle assure également des interventions dans des établissements scolaires. Elle lance des actions de formation à la prise de parole en public pour assurer une meilleure représentation des expertes sur les jeux vidéo dans les médias. Elle propose aussi diverses actions pour permettre aux professionnelles du domaine de renforcer leur réseau professionnel, notamment des apéros réseautage, un programme de mentorat lancé en 2018 ou encore des ateliers pour préparer des CV plus attractifs et se préparer aux entretiens d'embauche, en partenariat avec les ressources humaines d'Ubisoft. 
L'association agit en 2019 contre le cyberharcèlement dans les jeux vidéo en ligne, en mettant en place un groupe de soutien et en publiant un Guide pour agir face au cyber-harcèlement, cosigné avec l'association Loisirs numériques. La même année, elle propose avec le CNC et le ministère de la Culture un tronc commun de charte d'égalité pour les écoles de jeu vidéo,.
À la Gamers Assembly de 2019, l'association signe avec la communauté urbaine Grand Poitiers et des acteurs locaux de l'esport une convention pour favoriser l'égalité femmes-hommes dans le jeu vidéo et l'esport, qui prévoit des engagements en matière de sensibilisation du grand public, de collaboration avec les acteurs du secteur, d'information sur les métiers du jeu vidéo et de visibilité des femmes de cette industrie.

## Affiliations
L'association est membre du collectif Femmes@numérique, fondé par divers acteurs institutionnels, professionnels et associatifs sous l’égide de la Fondation de France.

## Dirigeantes
L'idée de fonder l'association vient fin 2016 à la cofondatrice du studio The Game Bakers Audrey Leprince et à la directrice générale de Bethesda France, Julie Chalmette, quand elles sont les deux seules femmes à monter sur scène pour la cérémonie des Ping Awards. Elles deviennent respectivement présidente et vice-présidente de l'association. En juin 2021, Morgane Falaize est élue présidente de l'association et Harmonie Freyburger est élue vice-Présidente.